# Hampe (viande)
Pour les articles homonymes, voir Hampe.

Position de la hampe chez le bœuf

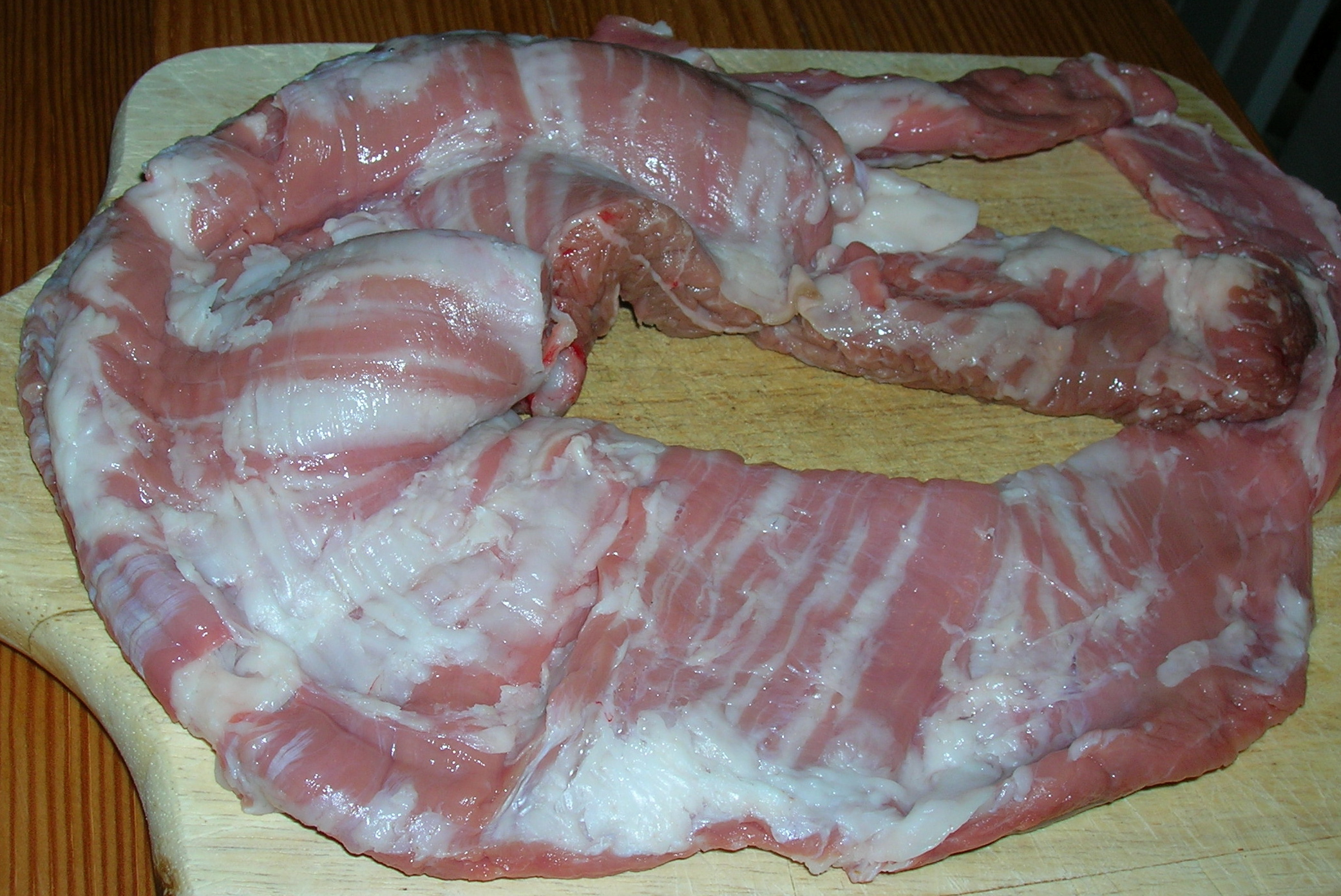
Hampe de veau crue

La hampe est un morceau de viande de bœuf, de veau, ou de cheval, situé sur le quartier arrière de l'animal dans une découpe à la française. Elle correspond au diaphragme et à son attache aux côtes,. Cette « pièce noble » fait partie des morceaux à fibres longues, comme l'onglet ou la bavette ; elle est principalement préparée comme grillade. Elle se présente sous la forme d'une longue bande de viande plate à larges fibres transversales, qu'il n'est pas besoin de dédoubler avant de griller. Lorsque la hampe est bien préparée, elle donne une viande tendre, sapide si le morceau est suffisamment rassis (ce terme n'a absolument rien de péjoratif, une viande trop fraiche n'est pas propre à la dégustation) et très saignante.
Avec l'onglet, la hampe est l'un des deux morceaux de viande rouge considérés comme des abats bien qu'il s'agisse de muscle squelettique.
La Fajita, plat typique de la frontière entre Mexique et États-Unis est à la base une tortilla mexicaine (à ne pas confondre avec la tortilla espagnole) garnie de hampe de boeuf grillée directement sur un feu de camp ou sur un grill. Lors des rassemblements de bétail, certaines vaches étaient abattues pour nourrir les cow-boys. La peau, la tête, les entrailles et la hampe étaient donnés aux cow-boys mexicains, appelés vaqueros, dans le cadre de leur rémunération. 